# Schwalbenhaupt

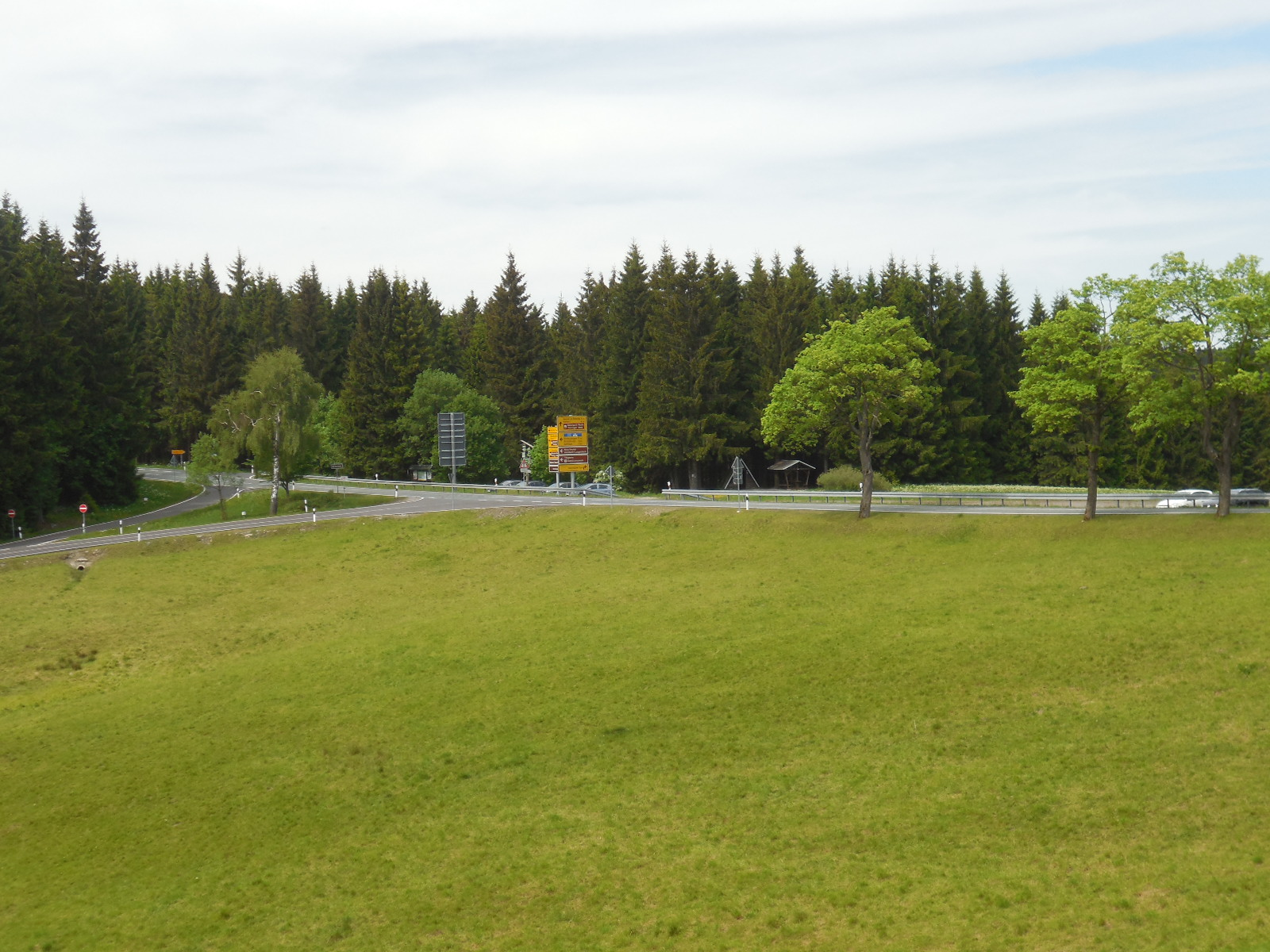
Das Schwalbenhaupt am Rennsteig

Das Schwalbenhaupt (703 m ü. NHN) ist eine bei Masserberg gelegene Wegekreuzung am Rennsteig auf dem Kamm des Thüringer Waldes. Auf dem Schwalbenhaupt befindet sich der Gedenkstein Triniusstein und die Triniusbaude, eine bewirtschaftete Bergbaude. Beide wurden nach dem deutschen Wanderschriftsteller August Trinius (1851–1919) benannt.

## Verkehr
Auf dem Schwalbenhaupt kreuzt die rennsteignahe Landesstraße L2052, welche aus Neustadt am Rennsteig kommt und weiter nach Masserberg führt die L1138, die von Katzhütte kommend, den Kamm des Thüringer Waldes überquert und weiter nach Gießübel führt. Dort befindet sich ein Park- und Rastplatz.
Koordinaten: 50° 31′ 56″ N, 10° 56′ 43″ O